# Ectropis trilineata
Ectropis trilineata är en fjärilsart som beskrevs av Alfred Ernest Wileman 1912. Ectropis trilineata ingår i släktet Ectropis och familjen mätare. Inga underarter finns listade i Catalogue of Life.